# Chiesa di San Sebastiano (Vicenza)
La chiesa di San Sebastiano è stato un edificio religioso con annesso convento domenicano, situato sul colle San Bastian di Vicenza sul luogo in cui è stata costruita la villa Franco ai Nani. Fu costruito nella seconda metà del XV secolo e demolito nel 1812.

## Storia

### Origini
Alla metà del secolo XV si era formata in Vicenza la confraternita nota come Fraglia di San Sebastiano, per invocare dal santo la protezione contro le ricorrenti epidemie di peste. Nel 1467 la confraternita ricevette un appezzamento di terreno in una zona poco abitata su uno dei piccoli rilievi dei Colli Berici, posto appena al di fuori della parte meridionale della città. 
Negli annali del convento dei padri domenicani di Santa Corona troviamo registrata la seguente annotazione: "1467=2 Aprile. Andrea Paielli donò alla fraglia di S. Sebastiano un campo di terra, posto sul monte di Berga, in contrà Zovolongo, con intenzione che la detta Fraglia ivi fabrichi una chiesa in onore di S. Sebastiano."
I lavori per la costruzione della chiesetta cominciarono subito, affiancandole anche una casa che serviva sia come sacrestia per la chiesa che per le riunioni della fraglia. Per i servizi religiosi i confratelli si rivolsero ai padri domenicani dell'importante chiesa cittadina di Santa Corona. Nel giro di pochi anni però la confraternita si trovò in difficoltà economiche, con un numero di iscritti in continuo calo e la conseguente impossibilità di gestire i due immobili posti su un colle che, pur non essendo molto lontano dalla città, era di difficile accessibilità a causa dell'impervietà del piccolo e fangoso sentiero che permetteva di giungere al luogo. Così, appena dodici anni dopo l'inizio dei lavori, si giunse alla decisione di cedere l'intero complesso ai padri domenicani che già lo officiavano, come risulta dagli annali del convento: "1479=26 settembre. Fu presa parte dalla Fraglia di S. Sebastiano di dare al Convento di S. Corona, la chiesa e la casa di S. Sebastiano".
Il 7 ottobre 1479 i Domenicani fecero allora una "Supplica" al pontefice Sisto IV per "poter ricevere la chiesa di S. Sebastiano già incominciata et ivi fabricare un convento di ritiro per religiosi in tempo di peste". Ottenuta la richiesta autorizzazione dal delegato apostolico, si poté subito dopo procedere con la presa di possesso formale della struttura da parte dei Domenicani.
"1479=10 ottobre. Alloigi Porto sindico della Fraglia di S. Sebastiano consegnò alli Padri di S. Corona la chiesa e casa suddetta con condizione che resti sempre iuspatronato di detta Fraglia." Ne consegue che a questa data la chiesetta era funzionante, anche se non ancora completata e che era affiancata da una casa di servizio.

### Espansione e costruzione del convento
Ai Domenicani la località appariva di grande interesse anche per potervi costruire un convento ove trovare rifugio durante l'imperversare delle pestilenze. Per fare questo abbisognavano però di una maggiore estensione di terreno. Le trattative per l'acquisizione di nuovi spazi iniziarono immediatamente, perché già un mese dopo raggiunsero un accordo con le suore del vicino convento di S. Caterina per permutare un possesso dei frati in Borgo di Porta Nuova ottenendo in cambio dalle monache un "dominio sopra un campo posto sul monte di Berga, presso la chiesa di S. Sebastiano." Dalle registrazioni si può anche notare che a quel tempo il colle non aveva ancora un nome suo, e solo successivamente cominciò ad essere identificato con il nome della chiesetta, ma comunemente indicato come Colle san Bastian.
L'edificazione del convento rese però evidente anche la difficoltà di raggiungere il sito, tanto che i Domenicani si trovarono ben presto costretti a comperare "altra pezza di terra quanta sia tra la strada di S. Sebastiano e di S. Maria sul Monte, e ciò per ampliare la strada di S. Sebastiano suddetto."
Queste spese misero in difficoltà i frati tanto che il 20 novembre 1522 "il P. Andrea da Soncino aggravato da debiti per la fabbrica fatta a S. Sebastiano, prese in prestito L 930."
Alla fine del Cinquecento la chiesa aveva tre altari, dedicati a San Sebastiano, a san Rocco, anch'esso protettore dalla peste, e a san Vincenzo, patrono della città. Annesso alla chiesa era il convento, abitato - a metà del Seicento - da due soli domenicani.
Nel 1630, ai tempi dell'ultima devastante pestilenza nel Veneto, "il Convento impresta il loco di S. Sebastiano per darlo alli P. di S. Felice in tempo di peste alla città di Vicenza". Si tratta dei Benedettini dell'abbazia di San Felice e Fortunato, in quel momento utilizzata per ricoverare gli appestati. I Benedettini apprezzarono talmente il sito ove era localizzato il piccolo convento, che pensarono di acquisirlo e proposero pertanto ai Domenicani uno scambio con altri loro possedimenti. La richiesta fu però respinta.
Nella seconda metà del secolo e durante tutto il Settecento la chiesa fu sempre meno utilizzata e le sue condizioni furono sempre più precarie. Il giurista Giovanni Maria Bertolo, che di fronte ad essa aveva fatto costruire la sua residenza di campagna (poi venduta ai Valmarana e ora conosciuta come Villa Valmarana ai Nani) si offrì di finanziare parte del risanamento - così come aveva fatto per altri edifici religiosi del Borgo Berga - ma l'offerta non fu accettata. Poiché però persisteva il problema della ristrettezza della stradina d'accesso alla sommità del colle, il Bertolo ottenne dai frati di poter allargare la curva che immetteva al portone della sua residenza, posto proprio di fronte alla scalinata che conduceva alla chiesetta, guadagnando un paio di metri ma rifacendo in cambio la scalinata.
Il problema della ristrettezza dell'accesso non era tuttavia stato risolto in modo definitivo, tanto che nel 1771, quando la villa del Bertolo era ormai divenuta proprietà dei Valmarana, fu stipulata una convenzione tra i Domenicani e il nuovo proprietario. In essa veniva concordato che "il Convento di S. Corona padrone della strada che dal porto conduce a S. Sebastiano concede facoltà al sig. Co. Antonio Valmarana d'accomodarla a proprie spese, convenendo che sia posta una stanga a chiave."

### Decadenza e demolizione
Nel 1801 il convento venne adibito a custodia dei prigionieri che dovevano scontare la "contumacia". Questa situazione accelerò il degrado della struttura, dato che vennero anche bruciati i banchi della chiesa per farne fuoco.
Nel 1806, dopo il primo decreto napoleonico che riduceva i beni degli ordini religiosi, la chiesa di San Sebastiano con annesso convento fu demanializzata e poi acquistata da Antonio Fioccardo, che nel 1812 fece demolire i precedenti edifici per costruire la residenza, ora chiamata Villa Franco ai Nani. Nel 1828 suo figlio Girolamo vendette la proprietà a Nazario Valmarana. Nel 1896 Giuseppina Valmarana, sposando Camillo Franco, gli portò in dote l'intera proprietà.
Attualmente di tutta la struttura dell'antico convento rimangono solo parte dei muri della cucina, le cantine, i resti della torretta e dell'accesso carraio, di cui sono ancora visibili i pilastri.